# Lectoraat
Een lectoraat is een onderzoeksgroep binnen een hogeschool, waarin promovendi, onderzoekers, docent-onderzoekers, studenten en het werkveld samenwerken aan praktijkgericht onderzoek. Aan het hoofd van een lectoraat staat de lector, waarvan de rol enigszins te vergelijken is met die van een hoogleraar bij een universiteit.
In 2022 waren er 723 lectoren actief aan Nederlandse hogescholen. Het daadwerkelijke aantal lectoraten is iets lager, aangezien aan sommige lectoraten meerdere lectoren verbonden zijn. Er is sinds 1999 sprake van een stabiele groei van het aantal lectoraten, al lijkt deze groei sinds 2021 af te vlakken.